# Technikdidaktik
Technikdidaktik ist diejenige Fachdidaktik, also Fachunterrichtswissenschaft, die sich mit technikbezogenem Lehren und Lernen befasst.
Zu unterscheiden ist zwischen der hier behandelten Technikdidaktik in der allgemeinen Bildung und der Technikdidaktik in der beruflichen Bildung.

## Allgemeinbildende Technikdidaktik

### Aufgaben

#### Technikbegriff unter Bildungsperspektive
Meist wird hier auf einen Technikbegriff „mittlerer Reichweite“ Bezug genommen.Technik wird also verstanden, als:
- die Menge der nutzenorientierten, künstlichen, gegenständlichen Gebilde (Artefakte, Sachsysteme)
- die Menge menschlicher Handlungen und Einrichtungen, in denen Sachsysteme entstehen
- die Menge menschlicher Handlungen, in denen Sachsysteme verwendet werden.[1]

Dieser Technikbegriff ist einerseits umfassend, indem er nicht nur Sachtechnik, sondern auch herstellendes und verwendendes technisches Denken und Handeln einbezieht, bleibt aber andererseits doch noch handhabbar und präzise genug.
Es ist für den Nachweis der Berechtigung und Notwendigkeit einer technischen Allgemeinbildung notwendig, Technik nicht eingeschränkt etwa auf handwerkliche Praxis oder als Anwendung (natur-, technik-, wirtschafts-) wissenschaftlicher Erkenntnisse zu verstehen, sondern Technik als einen besonderen Kulturbereich aufzufassen, der weltgestaltende Wirkung ausübt.
Erst damit lässt sich Technik als Gegenstandsbereich einer allgemeinen Bildung begründen.

#### Bestimmung der Bezugswissenschaft(en)
Jede Fachdidaktik muss ihr Verhältnis zur fachlichen Bezugsdisziplin klären, das heißt, bestimmen, welche Bedeutung fachwissenschaftlichen Erkenntnissen und Verfahren für didaktische Zwecksetzungen grundsätzlich beigemessen werden kann.
Innerhalb technikdidaktischer Richtungen reicht die Spanne (ebenso wie in anderen Fachdidaktiken) von einer wissenschaftsorientierten, „abbild-didaktischen“ Position bis hin zur vorwiegenden Ausrichtung an Schülerperson oder an situativen Gegebenheiten.
Der mehrperspektivische Ansatz (siehe Fachdidaktische Richtungen und Ansätze) sieht beide Pole (objekt-, subjektbezogen) als miteinander verschränkt an.
Dieser Ansatz geht davon aus, dass sich die Inhalte des Technikunterrichts nicht einfach von den technischen Wissenschaften als Bezugsdisziplinen der Technikdidaktik ableiten lassen. Dies hat seinen Grund zum einen im hohen Maß an Spezialisierung und Differenzierung dieser Wissenschaften, wodurch das Ganze, die allgemeinen Strukturen und Charakteristika der Technik aus dem Blick geraten, also gerade diejenigen Aspekte, die eine allgemeine Bildung ins Zentrum stellen sollte.
Zum anderen sind die Technikwissenschaften bei der Bestimmung und Auswahl ihrer Forschungs- und Lehrgegenstände an der wirtschaftlichen Nachfrage- und Verwertungsseite und nicht an den Erfordernissen einer allgemeinen Bildung orientiert.
Trotz dieser Einschränkungen sind die fachlichen Bezugswissenschaften keinesfalls entbehrlich: Sie stellen fachtypische Methoden zur Verfügung, und fungieren, dem didaktischen Grundsatz entsprechend, dass nichts unterrichtet werden darf, was wissenschaftlich unhaltbar ist, als Kontrollinstanzen für die fachliche Richtigkeit von Aussagen.
Besondere Bedeutung kommt Ansätzen der Allgemeinen Technologie zu, weil hier die allgemeinen Gesetze, Prinzipien und Invarianten der Technik modelliert und systematisiert werden und dies nicht nur in Bezug auf technische Sachsysteme und technische Verfahren, sondern ebenso unter Einbeziehung der soziotechnischen Handlungskontexte, in denen technische Produkte entstehen und verwendet werden. Genuin didaktische Kategorien allerdings kann auch diese Wissenschaft nicht zur Geltung bringen, so dass auch die Allgemeine Technologie die Bestimmung der Unterrichtsthemen und -inhalte nicht leisten kann.
Als Bezugsdisziplinen sind insbesondere wichtig:
- Allgemeine Technologie
- Spezielle Technologien/Technikwissenschaften
- Wirtschaftswissenschaften
- Technikphilosophie
- Techniksoziologie
- Technikfolgenabschätzung/Technology Assessment
- Arbeitswissenschaft, Ergonomie
- Geschichtswissenschaften/Technikgeschichte

### Fachgeschichtliche Entwicklungslinien
Frühe Ansätze einer allgemeinen technischen Bildung finden sich etwa schon in Schulplänen und Projekten des 17. Jahrhunderts, dann in aufklärerischen Realschulansätzen (etwa Christoph Semler 1709, oder in der Realschule von Johann Julius Hecker).
Im historischen Vorfeld der Industrialisierung und unter dem Einfluss sich verändernder Produktionsformen kam es ab der Mitte des 18. Jahrhunderts zur Gründung von so genannten Industrieschulen. Hierbei muss unterschieden werden zwischen produktionsorientierten Industrieschulen einerseits, bei denen sich die Motive der Armenfürsorge, der Erziehung zu Industriösität (Fleiß, Arbeitsbereitschaft) und der Ausnutzung der Kinderarbeitskraft verbanden und anderen, vorwiegend pädagogisch orientierten Industrieschulen, die Literar- und Arbeitsunterricht zur Hebung der bürgerlichen Allgemeinbildung und zur Vorbereitung des „einfachen Volkes“ auf das Erwerbsleben betrieben. In solchen Industrieschulen finden sich vielfältige Bezugnahmen auf eine allgemeine Technische Bildung, etwa bei Heinrich Philipp Sextro, bei den Brüdern L. G. und A. Wagemann oder auch bei Joachim Heinrich Campe, ebenso in philanthropischen Schulmodellen (etwa bei Johann Bernhard Basedow und Johann Heinrich Gottlieb Heusinger) und in Bürgerschulkonzepten des 19. Jahrhunderts (bei C. Ch. Schmieder, Gottlob Johann Christian Kunth oder A. G. Spilleke).
Ende des 19. und Anfang des 20. Jahrhunderts wurden Ansätze des Knabenhandfertigkeits-, Werk- und Arbeitsunterrichts entwickelt, die wertvolle Elemente einer umfassenden technischen Bildung bereits enthielten, so etwa bei W. Götze, H. Scherer, Georg Kerschensteiner und Hugo Gaudig. Johannes Kühnel legte umfangreiche technikdidaktische Grundlegungen vor. Sein Buch „Technischer Vorkurs“ stammt von 1912 und erschien in der zweiten Auflage von 1927 unter dem Titel „Technische Bildung“.
Seit Ende der 1950er Jahre wurden (in der damaligen BRD) Bestrebungen deutlich, die bis dahin bestehenden Formen eines eher kulturkritischen und technikpessimistischen Werkunterrichts in Frage zu stellen und sie in Richtung auf eine allgemeine technische Bildung zu reformieren.
In den 1960er und 1970er Jahren wurde dieser Prozess vor allem auch durch die Werkpädagogischen Kongresse in Heidelberg (1966), Weinheim (1968), Ludwigsburg (1970), Hannover (1972), Nürnberg (1974) und Hannover (1977) vorangetrieben, wobei sich auch die neue Fachbezeichnung „Technik“ herausbildete.
In der DDR wurde unter ganz anderen (nämlich marxistisch-leninistischen) ideologischen Rahmenbedingungen Polytechnischer Unterricht konzipiert und im gesamten Schulwesen verbindlich eingeführt (Polytechnische Oberschule seit 1959). Im Gegensatz zu den in Westdeutschland eingeführten Formen technikbezogenen Unterrichts (Technik, Arbeitslehre, Arbeit-Wirtschaft-Technik usw.) genoss der Polytechnische Unterricht in der DDR eine herausragende Bedeutung und Wertschätzung.

### Fachdidaktische Richtungen und Ansätze
Mit Blick auf die technikdidaktische Entwicklung der letzten Jahrzehnte lassen sich vor allem drei technikdidaktische Richtungen unterscheiden:
- der allgemeintechnologische Ansatz (Primat der Fachwissenschaft)
- der mehrperspektivische Ansatz (Fokus auf das lernende Subjekt; pädagogischer Primat)
- der arbeitsorientierte Ansatz (Fokus auf die gesellschaftliche Dimension der Technik)[8][9]

### Faktoren und Strukturen technikbezogenen Unterrichts

#### Ziele
Ausgehend von einem mehrperspektivischen Technikdidaktikansatz sind zu unterscheiden:
- die Perspektive technikbezogener Fähigkeiten und Fertigkeiten (Handlungsperspektive)
- die Perspektive technischer Kenntnisse und sachstruktureller Einsichten (Kenntnis- und Strukturperspektive)
- die Perspektive der Bedeutung und Bewertung der Technik (Bedeutungs- und Bewertungsperspektive)
- die Perspektive vorberuflicher Erfahrungen und Orientierung (vorberufliche Orientierungsperspektive).[10][11]

Diese Zielstrukturierung ist bis heute weitgehend unangefochten gültig und findet sich zum Beispiel auch in aktuellen Bildungsplänen für das Fach Technik wieder.

#### Inhalte
Die Themen und Inhalte des Technikunterrichts lassen sich weder von einer oder mehreren fachwissenschaftlichen Bezugsdisziplinen ableiten (siehe Bestimmung der Bezugswissenschaft(en)), noch ergeben sie sich aus den lebensweltlichen Situationen, wie häufig vermutet wird, denn im Technikunterricht sollen die Schülerinnen und Schüler ja allererst die Kategorien und Dispositionen erwerben, um die Lebenswelt verstehen, meistern und kritisch beurteilen zu können. Kurz: „Das zu führende Leben ist das Bewährungsfeld der Bildung, nicht ihre Quelle“.
Für die Bestimmung der Unterrichtsinhaltsbereiche wurde das Instrumentarium der Problem- und Handlungsfelderstruktur geschaffen. Es handelt sich um ein prinzipiell veränderungs- und erweiterungsfähiges heuristisches Modell, das sich in den letzten Jahrzehnten vielfach (auch bei der Erstellung von Bildungsplänen) bewährt hat.
Es werden dabei Bereiche aufgeführt, die sich nicht nur aus fachlicher Sicht sinnvoll voneinander abgrenzen lassen, sondern die gerade auch aus Sicht der Lernenden kognitiv kohärente Sinneinheiten darstellen und insofern genau das repräsentieren, was die Expertiseforschung als Domänen des Wissens und Handelns bezeichnet.

#### Problem- und Handlungsfelder
- Arbeit und Produktion
- Bauen und Wohnen
- Transport und Verkehr
- Versorgung und Entsorgung
- Information und Kommunikation

Verschiedene Erweiterungen der Inhaltsgliederung werden diskutiert: Das Handlungsfeld 'Haushalt und Freizeit' wurde im Rahmen der VDI-Bildungsstandards neu eingeführt; das Feld 'Schützen und Sichern' wurde von Winfried Schmayl vorgeschlagen.
Ein aktueller Beitrag zur Inhaltsproblematik stellt heraus, dass vorliegende Inhaltsgliederungen Technik in erster Linie als Mittel zur Versorgung mit Notwendigem im Sinne der Befriedigung fundamentaler, insbesondere physiologischer Bedürfnisse wahrnehmen, wohingegen die mittels Technik angestrebten sozialen und personalen Ziele (z. B. Statussicherung, Selbstdarstellung usw.) zu wenig beachtet würden. Dieser Sichtweise folgend müsste nicht nur über Ergänzung und Erweiterung der vorhandenen Inhaltskataloge nachgedacht werden, es zeichnete sich auch ein insgesamt verändertes Bild Technischer Bildung ab, in dem soziotechnischen Zusammenhängen ein größeres Gewicht beigemessen wird.

#### Kompetenzmodelle/Bildungsstandards
Die aktuellen Bildungspläne/Lehrpläne der verschiedenen Bundesländer wurden und werden Zug um Zug (insbesondere seit Veröffentlichung nationaler Bildungsstandards durch die Kultusministerkonferenz (KMK)) von eher inhaltsorientierten zu kompetenzorientierten Strukturen umgestellt.
Für den Bereich technischer Bildung gibt es zwar noch keine offiziellen Bildungsstandards der KMK, wohl aber liegen vom Verein Deutscher Ingenieure (VDI) Bildungsstandards für den Mittleren Bildungsabschluss vor.

#### Unterrichtsmethoden
Als Methoden sind insbesondere eingeführt und werden unterschieden:
Experiment, Konstruktionsaufgabe, Fertigungsaufgabe, Instandhaltungs-/Reparaturaufgabe, Recyclingaufgabe, Lehrgang, Technische Analyse (z. B. Produktanalyse, Demontage-Analyse, Bildanalyse…), Warentest, Projekt, Fallaufgabe, Planspiel, Erkundung, Technikstudie. Häufig werden verschiedene Unterrichtsmethoden zu einem Methodenverbund kombiniert; so kann etwa ein Unterrichtsprojekt als bestimmende Methode durch weitere begleitende Methoden ergänzt werden (z. B. durch Lehrgänge, Experimente oder Konstruktionsaufgaben).

#### Unterrichtsmedien
Während ein Unterrichtsinhalt oder -gegenstand etwas Ideelles und Allgemeines darstellt, ein Prinzip, einen Sinnbezug, einen grundlegender Problemzusammenhang oder Sachverhalt, handelt es sich bei den Unterrichtsmedien um konkrete stoffliche Objekte.
Als solche vermitteln sie zum einen zwischen Unterricht und externer kultureller Wirklichkeit. In dieser Funktion sind sie also materielle Repräsentanten des (geistigen) Unterrichtsgegenstandes. Zum anderen vermitteln sie innerhalb der Unterrichtssituation. In dieser Funktion erlauben, erleichtern oder beschleunigen sie Wechselwirkungen zwischen Schüler, Lehrer und Lerngegenstand, sie veranschaulichen und vereinfachen, machen sinnlich wahrnehmbar, ermöglichen den Aufbau mentaler Modelle durch Aneignung der Unterrichtsinhalte im jeweils angemessenen Darstellungs- und Repräsentationsmodus (enaktiv – handelnd, ikonisch – bildhaft, symbolisch – abstrakt, formelhaft, sprachlich).
Das Medienspektrum reicht von Realsituationen und -objekten über Funktionsmodelle und Computersimulationen und -animationen bis hin zu symbolhaften Darstellungen in Form von Diagrammen, Schaltplänen, Formeln.

#### Didaktische Prinzipien
Für den wissenschaftsorientierten Technikunterricht gelten zunächst die jedes wissenschaftsbasierte Unterrichten bestimmenden Didaktischen Prinzipien. Darüber hinaus wird eine Fülle von speziell fachdidaktisch ausgerichteten Prinzipien diskutiert. Besondere Bedeutung haben dabei etwa die Problemorientierung und die Handlungsorientierung. Diese entsprechen zum einen den Erkenntnissen der allgemeinen Lehr-Lernforschung, zum anderen macht das problemlösende technische Handeln den Kern des Gegenstandsbereichs aus und muss schon aus diesem Grund an didaktisch zentraler Stelle berücksichtigt werden.

#### Lernorte/Fachraum
In erster Linie geht es hier (neben technischen Museen, Betrieben usw.) um das Fachraumsystem, das als räumlich-sächliche Lernumgebung anzusehen ist. Hier soll eine effiziente, wahrnehmungs- und handlungsorientierte Erschließung technischer Inhalte (Sachverhalte, Verfahren, Methoden) stattfinden. Dazu muss es eine Vielfalt an Lernmöglichkeiten bieten und insbesondere einen unkomplizierten Wechsel unterschiedlicher Handlungs-, Lern- und Sozialformen erlauben, also etwa ebenso das Programmieren am PC, wie das Durchführen von Messungen, die Erstellung technischer Zeichnungen oder auch die Demontage von Verbrennungsmotoren, Einzelarbeit ebenso wie Partner- oder Gruppenarbeit. Den verschiedenen Handlungsformen und Kompetenzbereichen (Technik konstruieren, herstellen, nutzen, kommunizieren) kann nur ein differenziertes Fachraumsystem mit Universaltechnikräumen als Zentrum entsprechen. Eine traditionelle, etwa auf einen bestimmten Werkstoff ausgerichtete Werkstatt (Metall-, Holz-, Keramik-…) ist hier keinesfalls angemessen.

### Offene Fragen
Es ist zu klären, wie sich die tatsächlichen Bedingungen, Strukturen und Ergebnisse des technikbezogenen Unterrichts in den verschiedenen Fachzuordnungen und bundeslandspezifisch unterschiedlichen curricularen Gegebenheiten darstellen.

### Entwicklung von Modellen und Hilfen zur Planung, Durchführung und Evaluation von Technikunterricht
Diesbezüglich sind insbesondere fachdidaktisch-technikunterrichtsbezogene Periodika von großer Bedeutung (siehe Abschnitt Fachzeitschriften unten).
Hier finden sich vielfältige inhaltliche und unterrichtsstrukturelle Vorschläge mit unterschiedlichem Verallgemeinerungsgrad.
Darüber hinaus gewinnen Internetressourcen diesbezüglich an Bedeutung.

### Schulbücher
- Klaus Helling u. a.: Umwelt Technik 1. Arbeit und Produktion, Bauen und Wohnen. Klett, Stuttgart 2006, ISBN 3-12-757721-4.
- Klaus Helling u. a.: Umwelt Technik 1. Lehrerband. Klett, Stuttgart 2006, ISBN 3-12-757721-4.
- Klaus Helling u. a.: Umwelt Technik 2. Transport und Verkehr, Versorgung und Entsorgung, Information und Kommunikation. Klett, Stuttgart 2008, ISBN 978-3-12-757730-3.
- Klaus Helling u. a.: Umwelt Technik 2. Lehrerband. Klett, Stuttgart 2008, ISBN 978-3-12-757731-0.
- Reiner Erlewein, Harald Heinisch u. a.: Mensch, Technik, Umwelt. Klassen 5 + 6. Handwerk & Technik, Hamburg 1997, ISBN 3-582-07271-1.
- Reiner Erlewein, Harald Heinisch u. a.: Mensch, Technik, Umwelt. Klassen 7 + 8. Handwerk & Technik, Hamburg 2007, ISBN 978-3-582-07272-6.
- Siegfried Henzler, Kurt Leins u. a.: Mensch – Technik – Umwelt. Klassen 9 + 10. Handwerk & Technik, Hamburg 2007, ISBN 978-3-582-07273-3.
- Siegfried Henzler, Kurt Leins u. a.: Technik an allgemeinbildenden Schulen. Band 1. Klasse 5–7. Handwerk & Technik, Hamburg 1999, ISBN 3-582-07241-X.
- Siegfried  Henzler J. Henzler u. a.: Hauptband. Klassen 8–10. Handwerk & Technik, Hamburg 1997, ISBN 3-582-07241-X (Technik an allgemeinbildenden Schulen. Band 2).
- Volker Torgau, Jürgen Dietrich u. a.: Technik 9 + 10 Sachsen-Anhalt Duden, Berlin / Mannheim 2011, ISBN 978-3-8355-6051-2.
- Volker Torgau, Katrin Fischer u. a.: Technik 7 + 8 Sachsen-Anhalt Duden, Berlin / Mannheim 2012, ISBN 978-3-8355-6049-9.
- Volker Torgau, Lutz Engelmann u. a.: Technik 5 + 6 Sachsen-Anhalt Duden, Berlin / Mannheim 2012, ISBN 978-3-8355-6047-5.

### Fachzeitschriften
- Die Technikstunde. ALS, Dietzenbach 1992 ff., ZDB-ID 33175-2
- Unterricht Arbeit + Technik. Friedrich, Seelze. 1.1999 - 11.2009 = H. 1-44; damit Erscheinen eingestellt ISSN 1438-8987
- tu – Zeitschrift für Technik im Unterricht. Neckar, Villingen-Schwenningen 1976 ff., ISSN 0342-6254
- Journal of Technical Education (JOTED), ISSN 2198-0306
- Journal of Technology Education (JTE), Print ISSN 2331-4702 Online ISSN 1045-1064
- International Journal of Technology and Design Education; springer.com
- Technology and Engineering Teacher, (TET); iteea.org
- The Elementary STEM Journal; iteea.org

### Fachgesellschaften
- Deutsche Gesellschaft für Technische Bildung e. V. (DGTB)
- Gesellschaft für Arbeit, Technik und Wirtschaft im Unterricht (GATWU)
- International Technology and Engineering Educators Association (ITEEA)